# إنكريس سومنر لينكولن
إنكريس سومنر لينكولن (بالإنجليزية: Increase Sumner Lincoln) هو سياسي أمريكي، ولد في 20 يونيو 1799، وتوفي في 2 أغسطس 1890.